# Paul L. Smith
Paul L. Smith, nato Paul Lawrence Smith, in seguito Adam Eden (Everett, 24 giugno 1936 – Ra'anana, 25 aprile 2012), è stato un attore statunitense naturalizzato israeliano.

## Biografia
Dopo aver studiato alla Miami Senior High School, iniziò la Brandeis University per poi trasferirsi alla Florida State University.

### Carriera a Hollywood
Smith si affermò col ruolo del secondino turco Hamidou nel film Fuga di mezzanotte. A Hollywood interpretò anche il ruolo di Bluto nel film Popeye - Braccio di Ferro di Robert Altman, quello di Glossu Rabban in Dune di David Lynch e quello di Faron Crush in I due criminali più pazzi del mondo di Sam Raimi.

### Carriera in Italia
In Italia Smith era noto principalmente per la sua sorprendente somiglianza fisica con Bud Spencer. Recitò nel ruolo del "grosso" in alcuni film ispirati alle avventure della coppia più famosa Bud Spencer e Terence Hill e al fianco di Antonio Cantafora (noto come Michael Coby), ovvero l'equivalente di Terence Hill, a sua volta quindi nel ruolo del "bello". I due (Smith e Cantafora), dai fan definiti "cloni" dei due attori più famosi, sono ricordati come Simone e Matteo, nomi che furono dati ai personaggi da loro interpretati in due dei cinque film che li videro protagonisti.

### Ultimi anni e morte
Di origine ebraica ed acquisita la cittadinanza israeliana, trascorse i suoi ultimi anni nella città di Ra'anana in Israele, dove morì all'età di 75 anni il 25 aprile 2012.

## Filmografia

### Attore

#### Cinema
- Exodus, regia di Otto Preminger (1960)
- La valle dei comanches (Madron), regia di Jerry Hopper (1970)
- Fishke Bemilu'im, regia di George Obadiah (1971)
- Manone all'attacco (Nahtche V'Hageneral), regia di George Obadiah (1972)
- Gospel Road: A Story of Jesus, regia di Robert Elfstrom (1973)
- Se mi arrabbio spacco tutto (Koreyim Li Shmil), regia di George Obadiah (1973)
- Carambola, regia di Ferdinando Baldi (1974)
- Carambola, filotto... tutti in buca, regia di Ferdinando Baldi (1975)
- Simone e Matteo - Un gioco da ragazzi, regia di Giuliano Carnimeo (1975)
- Noi non siamo angeli, regia di Gianfranco Parolini (1975)
- Il vangelo secondo Simone e Matteo, regia di Giuliano Carnimeo (1976)
- Lo spaccatutto (Da juan tao), regia di Jimmy Shaw (1978)
- Fuga di mezzanotte (Midnight Express), regia di Alan Parker (1978)
- Una strana coppia di suoceri (The In-Laws), regia di Arthur Hiller (1979)
- Scusi, dov'è il West? (The Frisco Kid), regia di Robert Aldrich (1979)
- Vivere alla grande (Going in Style), regia di Martin Brest (1979)
- Popeye - Braccio di ferro (Popeye), regia di Robert Altman (1980)
- La salamandra (The Salamander), regia di Peter Zinner (1980)
- When I Am King, regia di Wanda Appleton (1981)
- Pieces (Mil gritos tiene la noche), regia di Juan Piquer Simón (1982)
- Euer Weg führt durch die Hölle, regia di Ernst Ritter von Theumer (1984)
- Dune, regia di David Lynch (1984)
- Mivtza Shtreimel, regia di Benni Shvily (1984)
- I due criminali più pazzi del mondo (Crimewave), regia di Sam Raimi (1985)
- Protector (The Protector), regia di James Glickenhaus (1985)
- Yado (Red Sonja), regia di Richard Fleischer (1985)
- La strada della coca (Sno-Line), regia di Douglas F. O'Neons (1985)
- Luna di miele stregata (Haunted Honeymoon), regia di Gene Wilder (1986)
- Gor, regia di Fritz Kiersch (1987)
- Gioco mortale (Terminal Entry), regia di John Kincade (1987)
- Outlaw Force, regia di David Heavener (1988)
- Death Chase, regia di David A. Prior (1988)
- Il dono del silenzio (Sonny Boy), regia di Robert Martin Carroll (1989)
- Dieci piccoli indiani (Ten Little Indians), regia di Alan Birkinshaw (1989)
- Nipagesh Basafari, regia di Yehuda Barkan (1989)
- The Hired Gun, regia di Arne Mattsson (1989)
- Ochlim Lokshim, regia di Boaz Davidson e Tzvi Shissel (1989)
- Crossing the Line, regia di Gary Graver (1990)
- Caged Fury, regia di Bill Milling (1990)
- Eye of the Widow, regia di Andrew V. McLaglen (1991)
- Desert Kickboxer, regia di Isaac Florentine (1992)
- Maverick, regia di Richard Donner (1994)

#### Televisione
- Alle hatten sich abgewandt, regia di Thomas Fantl (1970)
- Conspiracy of Terror, regia di John Llewellyn Moxey (1975)
- 21 ore a Monaco (21 Hours at Munich), regia di William A. Graham (1976)
- Disaster on the Coastliner, regia di Richard C. Sarafian (1979)
- D.R.E.A.M. Team, regia di Dean Hamilton (1999)

#### Serie TV
- Have Gun - Will Travel – serie TV, episodi 6x28 (1963)
- Homicide – serie TV, episodi 2x10 (1965)
- Mosè (Moses the Lawgiver) – miniserie TV (1974)
- Squadra emergenza (Emergency!) – serie TV, episodi 4x14 (1974)
- CHiPs – serie TV, episodi 2x4 (1978)
- Wonder Woman – serie TV, episodi 3x14 (1979)
- Barney Miller – serie TV, episodi 5x23 (1979)
- Hawaii squadra cinque zero (Hawaii Five-O) – serie TV, episodi 12x1 (1979)
- Masada – miniserie TV, 4 episodi (1981)
- Sadat – miniserie TV, episodi 1x1-1x2 (1983)

### Attore e regista

#### Cinema
- Jacko Vehayatzaniot (1972)

## Doppiatori italiani
Nelle versioni in italiano dei suoi film, è stato doppiato da:
- Glauco Onorato in Carambola, Carambola, filotto... tutti in buca, Simone e Matteo - Un gioco da ragazzi, Una strana coppia di suoceri, La strada della coca, Luna di miele stregata, Noi non siamo angeli, Il Vangelo secondo Simone e Matteo
- Mario Bardella in Popeye - Braccio di Ferro, Yado, Maverick
- Michele Gammino in La valle dei Comanches
- Cesare Gelli in I due criminali più pazzi del mondo
- Raffaele Fallica in Dieci piccoli indiani
- Romano Ghini in Dune